# سباق الزمن لنخبة الرجال في بطولة أوروبا للدراجات 2022
سباق الزمن لنخبة الرجال في بطولة أوروبا للدراجات 2022 هو سباق دراجات هوائية، وهو الموسم السابع من سباق الزمن لنخبة الرجال - بطولة أوروبا للدراجات ‏، وأقيم في 17 أغسطس 2022 ضمن سباقات بطولة أوروبا للدراجات 2022.
فاز بالمركز الأول Stefan Bissegger ‏، وفاز بالمركز الثاني ستيفان كونغ، وفاز بالمركز الثالث فيليبو غانا.

## الفرق
| فرق وطنية (23)- فريق إيطاليا لركوب الدراجات للرجال‏ - فريق سويسرا لركوب الدراجات ‏ - فريق ألمانيا لركوب الدراجات للرجال‏ - فريق بولندا لركوب الدراجات ‏ - فريق هولندا لركوب الدراجات للرجال ‏ - فريق بلجيكا لركوب الدراجات للرجال ‏ - فريق التشيك لركوب الدراجات للرجال‏ - فريق سلوفينيا لركوب الدراجات للرجال‏ - فريق الدنمارك لركوب الدراجات للرجال ‏ - فريق فرنسا لركوب الدراجات للرجال ‏ - فريق السويد لركوب الدراجات للرجال‏ - فريق إستونيا لركوب الدراجات للرجال‏ - فريق رومانيا لركوب الدراجات للرجال‏ - فريق المجر لركوب الدراجات للرجال‏ - فريق جمهورية أيرلندا لركوب الدراجات للرجال‏ - فريق آيسلندا لسباق الدراجات للرجال‏ - فريق كوسوفو لسباق الدراجات للرجال‏ - فريق النمسا لركوب الدراجات للرجال‏ - فريق ليتوانيا لركوب الدراجات للرجال‏ - فريق مقدونيا الشمالية لسباق الدراجات للرجال‏ - فريق إسبانيا لركوب الدراجات للرجال ‏ - فريق صربيا لركوب الدراجات للرجال‏ - فريق أرمينيا لسباق الدراجات للرجال‏ |  |
| |  |

## المشاركون
| المشاركين | المشاركين            | المشاركين                                   | المشاركين | المشاركين |
| #         | الدراج               | الفريق                                      | المرتبة   |           |
| --------- | -------------------- | ------------------------------------------- | --------- | --------- |
| 1         | فيليبو غانا          | فريق إيطاليا لركوب الدراجات للرجال‏          | 3         |           |
| 2         | ستيفان كونغ          | فريق سويسرا لركوب الدراجات ‏                 | 2         |           |
| 3         | ماكس والشيد          | فريق ألمانيا لركوب الدراجات للرجال‏          | 25        |           |
| 4         | ماسيج بودنار         | فريق بولندا لركوب الدراجات ‏                 | 5         |           |
| 5         | جوس فان امدن         | فريق هولندا لركوب الدراجات للرجال ‏          | 9         |           |
| 6         | Rune Herregodts ‏     | فريق بلجيكا لركوب الدراجات للرجال ‏          | 12        |           |
| 7         | جان بارتا            | فريق التشيك لركوب الدراجات للرجال‏           | 18        |           |
| 8         | جان تراتنيك          | فريق سلوفينيا لركوب الدراجات للرجال‏         | 13        |           |
| 9         | ميكيل بيرج           | فريق الدنمارك لركوب الدراجات للرجال ‏        | 4         |           |
| 10        | أنتوني رو            | فريق فرنسا لركوب الدراجات للرجال ‏           | 21        |           |
| 11        | Stefan Bissegger ‏    | فريق سويسرا لركوب الدراجات ‏                 | 1         |           |
| 12        | Jacob Ahlsson ‏       | فريق السويد لركوب الدراجات للرجال‏           | 11        |           |
| 13        | تانيل كانجيرت        | فريق إستونيا لركوب الدراجات للرجال‏          | 10        |           |
| 14        | Daniel Crista ‏       | فريق رومانيا لركوب الدراجات للرجال‏          | 26        |           |
| 15        | Barnabás Peák ‏       | فريق المجر لركوب الدراجات للرجال‏            | 19        |           |
| 16        | Ben Healy (cyclist) ‏ | فريق جمهورية أيرلندا لركوب الدراجات للرجال‏  | 6         |           |
| 17        | ميغيل هايدمان ‏       | فريق ألمانيا لركوب الدراجات للرجال‏          | 16        |           |
| 18        | Ingvar Ómarsson ‏     | فريق آيسلندا لسباق الدراجات للرجال‏          | 30        |           |
| 19        | Alban Delija ‏        | فريق كوسوفو لسباق الدراجات للرجال‏           | 35        |           |
| 20        | Filip Maciejuk ‏      | فريق بولندا لركوب الدراجات ‏                 | 20        |           |
| 21        | Kévin Vauquelin ‏     | فريق فرنسا لركوب الدراجات للرجال ‏           | 7         |           |
| 22        | Morten Hulgaard ‏     | فريق الدنمارك لركوب الدراجات للرجال ‏        | 8         |           |
| 23        | Rainer Kepplinger ‏   | فريق النمسا لركوب الدراجات للرجال‏           | 17        |           |
| 24        | ماتيا كاتانيو        | فريق إيطاليا لركوب الدراجات للرجال‏          | 14        |           |
| 25        | Jakub Otruba ‏        | فريق التشيك لركوب الدراجات للرجال‏           | 22        |           |
| 26        | مارتون دينا          | فريق المجر لركوب الدراجات للرجال‏            | 29        |           |
| 27        | افالداس سيسكفهيوس    | فريق ليتوانيا لركوب الدراجات للرجال‏         | 24        |           |
| 28        | Andrej Petrovski ‏    | فريق مقدونيا الشمالية لسباق الدراجات للرجال‏ | 32        |           |
| 29        | Oier Lazkano ‏        | فريق إسبانيا لركوب الدراجات للرجال ‏         | 15        |           |
| 30        | Matic Žumer ‏         | فريق سلوفينيا لركوب الدراجات للرجال‏         | 28        |           |
| 31        | Ognjen Ilić ‏         | فريق صربيا لركوب الدراجات للرجال‏            | 23        |           |
| 32        | سيرجي تفيتكوف        | فريق رومانيا لركوب الدراجات للرجال‏          | 27        |           |
| 33        | Blerton Nuha ‏        | فريق كوسوفو لسباق الدراجات للرجال‏           | 34        |           |
| 34        | Stepan Grigoryan ‏    | فريق أرمينيا لسباق الدراجات للرجال‏          | 31        |           |
| 35        | Slobodan Milonjić ‏   | فريق الجبل الأسود لسباق الدراجات للرجال‏     | 33        |           |

## التصنيف العام النهائي
| التصنيف العام         | التصنيف العام        | التصنيف العام                               | التصنيف العام | التصنيف العام |
| العداء                | العداء               | الفريق                                      | الوقت         |               |
| --------------------- | -------------------- | ------------------------------------------- | ------------- | ------------- |
| 1                     | Stefan Bissegger ‏    | فريق سويسرا لركوب الدراجات ‏                 | 27 د 05 ث     |               |
| 2                     | ستيفان كونغ          | فريق سويسرا لركوب الدراجات ‏                 | + 1 ث         |               |
| 3                     | فيليبو غانا          | فريق إيطاليا لركوب الدراجات للرجال ‏         | + 9 ث         |               |
| 4                     | ميكيل بيرج           | فريق الدنمارك لركوب الدراجات للرجال ‏        | + 27 ث        |               |
| 5                     | ماسيج بودنار         | فريق بولندا لركوب الدراجات ‏                 | + 37 ث        |               |
| 6                     | Ben Healy (cyclist) ‏ | فريق جمهورية أيرلندا لركوب الدراجات للرجال ‏ | + 56 ث        |               |
| 7                     | Kévin Vauquelin ‏     | فريق فرنسا لركوب الدراجات للرجال ‏           | + 1 د 12 ث    |               |
| 8                     | Morten Hulgaard ‏     | فريق الدنمارك لركوب الدراجات للرجال ‏        | + 1 د 13 ث    |               |
| 9                     | جوس فان امدن         | فريق هولندا لركوب الدراجات للرجال ‏          | + 1 د 22 ث    |               |
| 10                    | تانيل كانجيرت        | فريق إستونيا لركوب الدراجات للرجال ‏         | + 1 د 26 ث    |               |
| 11                    | Jacob Ahlsson ‏       | فريق السويد لركوب الدراجات للرجال ‏          | + 1 د 34 ث    |               |
| 12                    | Rune Herregodts ‏     | فريق بلجيكا لركوب الدراجات للرجال ‏          | + 1 د 38 ث    |               |
| 13                    | جان تراتنيك          | فريق سلوفينيا لركوب الدراجات للرجال ‏        | + 1 د 41 ث    |               |
| 14                    | ماتيا كاتانيو        | فريق إيطاليا لركوب الدراجات للرجال ‏         | + 1 د 42 ث    |               |
| 15                    | Oier Lazkano ‏        | فريق إسبانيا لركوب الدراجات للرجال ‏         | + 1 د 45 ث    |               |
| 16                    | ميغيل هايدمان ‏       | فريق ألمانيا لركوب الدراجات للرجال ‏         | + 1 د 46 ث    |               |
| 17                    | Rainer Kepplinger ‏   | فريق النمسا لركوب الدراجات للرجال ‏          | + 1 د 46 ث    |               |
| 18                    | جان بارتا            | فريق التشيك لركوب الدراجات للرجال ‏          | + 1 د 52 ث    |               |
| 19                    | Barnabás Peák ‏       | فريق المجر لركوب الدراجات للرجال ‏           | + 1 د 54 ث    |               |
| 20                    | Filip Maciejuk ‏      | فريق بولندا لركوب الدراجات ‏                 | + 1 د 54 ث    |               |
|                       |                      |                                             |               |               |
| مصدر: ProCyclingStats |                      |                                             |               |               |

## وصلات خارجية
- لمحة عن سباق سباق الزمن لنخبة الرجال في بطولة أوروبا للدراجات 2022 على موقع  ProCyclingStats   (برو  سايكلنج  ستاتس) - إحصاءات  محترفي  الدراجات.
- سباق الزمن لنخبة الرجال في بطولة أوروبا للدراجات 2022 على موقع إحصائيات الدراجات الإحترافية (الإنجليزية)